# Орлеан-Браганса, Изабелла
Принцесса Изабелла Орлеан-Браганса, графиня Парижская (Изабелла Мария Амелия Луиза Виктория Тереза Жанна; фр. Isabelle d'Orléans-Bragance; 13 августа 1911, Дворец в Э — 5 июля 2003, Париж) — графиня Парижская, супруга претендента на трон Франции Генриха Орлеанского. 

## Детство
Изабелла была старшей дочерью (и ребёнком) дона Педру де Алькантара Орлеан-Браганса (1875—1940), одно время наследника бразильского престола, и его супруги, чешской графини Елизаветы Добрженской де Добрженич (1875—1951). Она родилась в павильоне дворца в Э в Нормандии и была названа в честь бабушки по отцовской линии Изабел Брагансы, старшей дочери и наследницы смещённого императора Педру II.
В 1891 году дон Педру де Алькантара стал роялистским императорским принцем Бразилии после смерти императора в изгнании, а его мать стала претенденткой на трон. В 1908 году он женился на чешской дворянке в присутствии своих родителей, хотя его мать отказалась благословить брак будучи главой императорской семьи в изгнании. Поэтому дон Педру отказался от прав наследования упразднённого бразильского трона от своего имени и от имени своих будущих потомков. По соглашению с главой Орлеанского дома, к которому он принадлежал по отцовской линии, он и его дети продолжили использовать титул принцев и принцесс Орлеан-Браганса.
После смерти бабушки и дедушки по материнской линии родители Изабеллы переехали из павильона замка в главное здание; они проводили зимние месяцы в городском доме в Булонь-Бийанкуре. В 1924 году двоюродный брат её отца, принц Адам Чарторыйский, предоставил в распоряжении семьи апартаменты в роскошном отеле Ламбер на острове Сен-Луи, где Изабелла и её братья и сёстры получали образование. Семья много путешествовала. Бо́льшую часть юности Изабелла провела посещая своих родственников по материнской линии: в обширных владениях в Чотеборже (Чехословакия), в Аттерзе-ам-Аттерзе (Австрия) и в Голухове (Польша). Вместе со своим отцом Изабелла посетила Неаполь, Константинополь, Родос, Смирну, Ливан, Сирию, Каир, Палестину и Иерусалим .
В 1920 году Бразилия отменила закон об изгнании бывшей королевской семьи и пригласила их привезти домой останки Педру II; дед Изабеллы, граф д’Э, погиб во время плавания. После ежегодных поездок в Петрополис в течение следующего десятилетия её родители решили навсегда там обосноваться. Там Изабелла посещала дневную школу в Нотр-Дам-де-Сион, в то время как семья поселилась в старом имперском дворце Грао-Пара. До тех пор Изабель получила домашнее образование с несколькими гувернантками и репетиторами.

## Брак
Изабелла была связана родственными отношениями с обоими родителями своего будущего мужа. Она впервые встретила молодого принца Генриха Орлеанского в 1920 году в доме герцогини Шартрской. Летом 1923 года он гостил в доме её родителей в дворце в Э, когда двенадцатилетняя Изабелла, решила, что однажды выйдет за него замуж. Генрих не обратил на неё особого внимания на свадьбе своей сестры Анны с герцогом Аостским в Неаполе в 1927 году. Во время посещения дома его родителей, поместья де Анжу в Брюсселе, на Пасху в 1928 году принц Генрих Орлеанский начал проявлять интерес к Изабелле; его интерес ещё больше возрос во время встречи семьи в июле 1929 года .
Генрих сделал предложение Изабелле 10 августа 1930 года, участвуя в охоте в доме графа Добрженского в Чотеборже. Пара держала свою помолвку в секрете до тех пор, пока вся семья не собралась в Аттерзе позднее в том же месяце. Герцог Гиз запретил им жениться до тех пор, пока Генрих не закончит обучение в Лувенском университете. О помолвке было официально объявлено 28 декабря 1930 года .
8 апреля 1931 года в Кафедральном соборе Палермо, Сицилия, Изабелла вышла замуж за своего четвероюродного брата Генриха, графа Парижского (1908—1999). Изабелле было 19 лет, а Генриху — 21 год. Свадьба состоялась на Сицилии, поскольку закон о ссылке наследников бывших династий Франции ещё не был отменён. Обе семьи выбрали Палермо, поскольку семья Изабеллы владела там дворцом, в котором провели три предыдущие королевские свадьбы.
Свадьба стала причиной несколько роялистских демонстраций, и дорога, ведущая к собору, была заполнена сотнями гостей из Франции, которые считали Генриха законным наследником французского престола. Его встречали криками как «Да здравствует король, да здравствует Франция», а также другими промонархическими приветствиями и песнями. К его сторонникам относились и члены семей жениха и невесты, а также представители других королевских династий.
Генрих был претендентом на престол Франции с 1940 года.

## Дети
У Изабеллы было одиннадцать детей:
1. Изабель Мари Лора Виктуар (род. 1932); муж (с 1964) — Фридрих Карл, граф фон Шёнборн-Буххайм (род. 1938);
2. Анри Филипп Пьер Мари (1933—2019), с 1999 граф Парижский и герцог Франции, до того граф де Клермон; 1-я жена (с 1957) — герцогиня Мария Тереза Вюртембергская (род. 1934), развод в 1984 (при этом получила титул герцогини де Монпансье) , 2-я (с 1984) — Микаэла Кузиньо (1938—2022), принцесса де Жуанвиль с 1986;
3. Элен Астрид Мария Леопольдина (род. 1934); муж (с 1957) — Эврар, граф фон Лимбург-Штирум (1927—2001);
4. Франсуа Гастон Мишель Мари (1935—1960, убит в Алжире), герцог Орлеанский (посмертно);
5. Анна Маргарита Бригитта Мари (род. 1938); муж (с 1965) — дон Карлос Бурбон-Сицилийский, (1938—2015), герцог Калабрийский, инфант Испанский;
6. Диана Франсуаза Мария да Глория (род. 1940); муж (с 1960) — Карл, герцог Вюртембергский (1936—2022);
7. Мишель Жозеф Бенуа Мари (род. 1941), граф д’Эврё; жена (с 1967) — Беатрис Паскье де Франкло (род. 1941);
8. Жак Жан Ярослав Мари[фр.] (род. 1941, брат-близнец предыдущего), герцог Орлеанский; жена (с 1969) — Герсенда де Сабран-Понтеве (род. 1942);
9. Клод Мари Агнес Катрин (род. 1943); 1-й муж (с 1964, развод в 1982) — Амедео Савойский, герцог д’Аоста (1943—2021); 2-й муж (с 1982, развод в 1996) Арнальдо ла Канина (род. 1929); 3-й муж (с 2006) — Энрико Гандольфи
10. Жанна Шанталь Алиса Клотильда Мари (род. 1946); муж (с 1972) — Франсуа-Ксавье де Сомбоси де Сорг (род. 1943);
11. Тибо Луи Дени Юмбер Мари[фр.] (1948—1983), граф де ла Марш; жена (с 1972, морганатический брак) — Мэрион Гордон-Орр (род. 1942).

## Титулы
- 13 августа 1911 — 8 апреля 1931: Её Королевское Высочество Принцесса Изабелла Орлеан-Браганса
- 8 апреля 1931 — 5 июля 2003: Её Королевское Высочество Графиня Парижская